# Пасенченко-Демиденко, Филипп Иванович
Филипп Иванович Пасенченко-Демиденко (1900, с. Леськи, Киевская губерния — ?) — советский украинский партийный и государственный деятель, председатель Херсонского облисполкомов (1944—1950).

## Биография
Родился в семье крестьянина-бедняка.
Член РКП(б) с 1924 г. В 1924 г. окончил Харьковские высшие кооперативные курсы.
В 1919 г. принимал участие в борьбе с белогвардейской армией генерала Деникина,
- 1921—1923 гг. — член земельной комиссии, председатель волостного комитета бедноты (Киевская губерния),
- 1923—1924 гг. — заместитель председателя Исполнительного комитета Леськовского районного Совета (Киевская губерния),
- 1927—1930 гг. — в Черкасском районном комитете КП(б) Украины,
- 1930—1936 гг. — в ОГПУ — НКВД,
- 1936—1940 гг. — секретарь районного комитета КП(б) Украины, заведующий сельскохозяйственным отделом Николаевского областного комитета КП(б) Украины,
- 1940—1941 гг. — заместитель председателя исполнительного комитета Николаевского областного Совета,
- 1941—1944 гг. — на политической работе в РККА. Участник Великой Отечественной войны, майор.
- 1944—1950 гг. — председатель исполнительного комитета Херсонского областного Совета.

## Награды
- орден Ленина (23.01.1948)
- орден Отечественной войны II степени
- орден Красной Звезды (16.10.1943)
- медали